# Сольбаккен, Ховард
Ховард Сольбаккен (норв. Håvard Solbakken; род. 5 августа 1973 года) — норвежский лыжник, призёр чемпионата мира и этапов Кубка мира. Специализировался в спринтерских гонках.
В Кубке мира Сольбаккен дебютировал в 1997 году, в декабре 1999 года впервые попал в тройку лучших на этапе Кубка мира, в спринте. Всего имеет на своём счету 5 попаданий в тройку лучших на этапах Кубка мира, 4 в спринте и 1 в командном спринте. Лучшим достижением Сольбаккена в общем итоговом зачёте Кубка мира является 22-е место в сезоне 1999/00.
На чемпионате мира 2001 года в Лахти завоевал бронзовую медаль в спринтерской гонке свободным стилем, а также занял 27-е место в гонке преследования на 20 км.
Ховард Сольбаккен завершил профессиональную карьеру по окончании сезона 2005/06.